# IIHF Hráč sezóny
Cenu IIHF Hráč sezóny uděluje každoročně Mezinárodní federace ledního hokeje (IIHF) jako uznání hokejistovi, který „je nejlepším příkladem výjimečných schopností, odhodlání, týmových úspěchů a sportovního charakteru na ledě i mimo něj v uplynulé sezóně“. Vybírá ji porota složená z médií a zástupců IIHF, kteří jsou vybíráni z členských států Mezinárodní hokejové federace.
Aby byl hráč způsobilý, musí se zúčastnit alespoň jednoho ze čtyř turnajů IIHF (zimní olympijské hry, Mistrovství světa, Mistrovství světa juniorů nebo Mistrovství světa hráčů do 18 let) a také národní domácí ligy „nejvyšší soutěže pro danou zemi“, jejíž "kombinované výkony byly považovány za lepší než u všech ostatních hráčů".
Poprvé byla udělena v roce 2023, stejně jako její obdoba, IIHF Hráčka sezóny. Prvním držitelem se stal Connor Bedard z kanadské juniorské reprezentace a týmu Regina Pats ve WHL.

## Vítězové
| Rok  | Vítěz          | Národní tým | Klub                           | Ref   |
| ---- | -------------- | ----------- | ------------------------------ | ----- |
| 2023 | Connor Bedard  | Kanada U20  | Regina Pats (WHL)              | [ 3 ] |
| 2024 | Roman Červenka | Česko       | SC Rapperswil-Jona Lakers (NL) | [ 4 ] |